# KNBふるさとスペシャル
『KNBふるさとスペシャル』（ケイエヌビーふるさとスペシャル）は、北日本放送（KNBテレビ）で放送されているローカル番組（単発特別番組放送枠）である。

## 概要
毎回、異なったテーマで取り上げている。ドキュメンタリーやバラエティなどが放送される。

## 放送時間
- 毎月最終日曜日 16:00 - 16:55（例外あり）
  - このほか、8月15日の終戦記念日前後にも放送がある（公式サイトの放送日一覧も参照）。

## ナレーション
- 北日本放送のアナウンサーによるナレーションで進行しているが、回によっては声優やリポーターが番組の進行を務めることもある。

## 放送リスト
2025年以降について記載する。
| 2025年（令和7年） | 2025年（令和7年）     | 2025年（令和7年）                     | 2025年（令和7年） | 2025年（令和7年）                   | 2025年（令和7年） | 2025年（令和7年） |
| 放送日            | 放送時間              | 放送タイトル                          | 主な出演者 | ナレーション                        | 備考              | 出典              |
| ----------------- | --------------------- | ------------------------------------- | --- | ----------------------------------- | ----------------- | ----------------- |
| 1月3日(金)        | 15:00 - 16:00（60分） | 〜富山に常識破り降臨〜トンデモ様      | MC：関あつし（母心）、平百恵（KNBアナウンサー） リポーター：澤武紀行、吉田サラダ（ものいい／富山県住みます芸人）、パークマンサー | 森本千瑛（KNBアナウンサー）         |                   | [ 1 ]             |
| 2月15日(土)       | 16:30 - 17:00（30分） | J2開幕戦直前!VIVAカターレ             | MC：網谷辰海（KNBアナウンサー） 出演：小田切道治（カターレ富山監督）、碓井聖生（カターレ富山）、堤健吾                           | 森本千瑛（KNBアナウンサー）         |                   | [ 2 ]             |
| 2月23日           | 16:30 - 17:25（55分） | ミラコン2025 モノヅクリチャレンジャー | | 森本千瑛・南歩薫（KNBアナウンサー） | 字幕放送          | [ 3 ]             |

## 主なシリーズ企画
詳細は、公式サイトを参照。
柴田理恵のよってかれ とやま観光開発事業団
富山市八尾町出身の柴田が、県外出身のタレントを招き富山県内各地を旅する企画で毎年10月に放送される。この企画は、テレビ金沢など富山県外の日本テレビ系列で番組販売として放送される場合がある。過去の出演者は以下のとおり。
- 第1回（南砺市）：加藤晴彦
- 第2回（高岡市）：黒沢年雄
- 第3回（魚津市・黒部市）：片岡鶴太郎
- 第4回（富山市）：渡辺正行
- 第5回（射水市）：勝俣州和
- 第6回（滑川市）：笑福亭笑瓶
- 第7回（朝日町・入善町）：U字工事
- 第8回（氷見市）：間寛平
- 第9回（小矢部市）：柳沢慎吾
- 第10回（富山市）：TKO
- 第11回（砺波市）：榊原郁恵
- 第12回（高岡市・射水市）：ビビる大木
- 第13回（富山市）：濱口優

旬景とやま
『KNB news every.』の1コーナーとして放送されたものを再編集して放送。毎年年末に放送される。

## 受賞歴
日本民間放送連盟賞
- エジソンは夢の途中〜93歳カネコ式ライフ〜（2017年4月30日）[4] - 平成29年日本民間放送連盟賞テレビエンターテインメント部門最優秀（2017年）[5]

放送文化基金賞
- 沈黙の70年 富山大空襲と孤児たちの戦後（2015年8月13日）[6] - 第42回放送文化基金賞テレビドキュメンタリー部門奨励賞（2016年）[7][8]
- 19人殺した君と重い障がいのある私の対話（2019年11月24日）[9] - 第46回放送文化基金賞テレビドキュメンタリー部門優秀賞（2020年）[10][11][12]

ギャラクシー賞
- 1枚の写真が…〜泊事件65年目の証言（2007年2月25日） - 第44回ギャラクシー賞テレビ部門選奨[13]